# Sabak Bernam
Sabak Bernam (Jawi: سابق برنم) és un dels nou districtes a Selangor, Malàisia. El districte és fronterer amb Kuala Selangor al sud i Hulu Selangor a l'est. Sabak Bernam fronterer amb estat de Perak al nord; separades pel riu Bernam. Estret de Malaca es troba a l'oest del districte.

## Etimologia
El nom de Sabak Bernam deriva de la paraula Sahabat Berenam; els mitjans sis companys. Ells són:-
- Tuan Syed Ahmad
- Tuan Sharifah Intan/Mastura
- Tuan Sharifah Robiah
- Tuan Haji Salim
- Datuk Dalang
- Datuk Menteri

## Economia
La principal economia de Sabak Bernam és l'agricultura com d'arròs, cocoter i
palmera d'oli de Guinea.

## Ciutat
- Pekan Sabak
- Sungai Besar
- Sekinchan

## Llocs Significatius
- Bagan Nakhoda Omar
- Kelong Paradise Waterfront Resort
- Muzium Sabak Bernam
- Sabak Waterfront

## Educació
- Sekolah Agama Menengah Sungai Hj. Dorani
- Sekolah Agama Menengah Muhammadiah Pekan Sabak
- Sekolah Agama Menengah Tengku Ampuan Jemaah
- Sekolah Agama Menengah Parit Baru
- Sekolah Agama Menengah Bagan Terap
- Sekolah Agama Menengah Pasir Panjang
- Sekolah Agama Menengah Tinggi Sultan Abdul Aziz Shah
- Sekolah Menengah Kebangsaan Agama Simpang Lima